# Parc national de Tankwa Karoo
Le parc national de Tankwa Karoo est un parc national d'Afrique du Sud. Le parc se trouve à environ 70 km à l'ouest de Sutherland, près de la frontière du Cap-Nord et du Cap-Occidental, dans l'une des régions les plus arides du pays (moyenne de précipitations annuelles inférieure à 100 mm).

## Histoire, géographie et climat
Créé en 1986, sa taille a été portée [Quand ?] de 260 à 1 436 km2. Il est bordé à l'est par les montagnes du Roggeveld, à l'ouest par les Cederberg, au nord par les monts Kouebokkeveld et au sud par les monts Koedoesberge et Klein Roggeveld, et la rivière Tankwa.
Dans le climat de l'Afrique c'est l'un des points chauds du continent (avec le biome des arbustes xériques de Djibouti) ; dans le désert de Gariep Karoo, la température au sol (mesurée par satellite) dépasse dans la journée les 70°C 5,2% des jours de l'année  en Afrique du Sud. Ce ne sont pas des records mondiaux (car le sol dépasse 70°C 25% des jours de l'année dans le désert de Lut en Iran), mais selon les données disponibles en 2021, c'est le record pour l'Afrique pour les relevés de température au sol fait par le satellite MODIS du 4 juillet 2002 au 31 décembre 2019. Les scientifiques notent par ailleurs que « la température de surface moyenne mondiale a augmenté régulièrement depuis les années 1950 et que cette tendance au réchauffement est particulièrement forte et linéaire sur les terres émergées après 1979 » ; et depuis 1979, la vitesse et l'intensité du réchauffement sont les plus élevées en arctique et, ailleurs, dans les zones arides,.